# Nihoni
El nihoni és un element sintètic de la taula periòdica, el símbol del qual és Nh i el seu nombre atòmic és 113. Està situat al 7è període i a la part baixa del grup 13, del bor. El seu descobriment fou adjudicat de forma oficial als investigadors japonesos del laboratori RIKEN, que aconseguiren sintetitzar i observar l'element el 2004. És el primer element sintètic en ser produït al Japó. És un element radioactiu l'isòtop del qual més estable conegut, nihoni 286, té una vida mitjana de 20 segons. Malgrat que no és possible fer-hi cap experiment químic, es preveu que es comporti com el tal·li, l'element que té a sobre dins d'aquest grup. A diferència d'altres elements del bloc p, es preveu que mostri algunes característiques dels metalls de transició.
El seu descobriment ha estat adjudicat de forma oficial als investigadors japonesos del laboratori Riken, que van aconseguir sintetitzar i observar l'element a finals de 2015, convertint-se així en el primer element sintètic a ser produït al Japó, com a resultat de la desintegració de l'element 115 (moscovi). El seu nom prové de la paraula "Nihon", el terme utilitzat per a designar el Japó en la seva llengua nativa. És un element radioactiu i el seu isòtop més estable conegut, el nihoni 286, té una vida mitjana de 20 segons.
A la taula periòdica, és un element transactínid del bloc p, i és membre del setè període dins del grup del bor, encara que no es va realitzar cap experiment químic que hagi confirmat que aquest es comporti com l'homòleg més pesat que el tal·li dins aquest grup. Es creu que el nihoni tingui algunes propietats similars a la dels seus homòlegs més lleugers, és a dir, bor, alumini, gal·li, indi i tal·li, encara que també hauria de mostrar diverses diferències amb aquests. A diferència d'altres elements del bloc p, es preveu que mostri algunes característiques de metalls de transició.
Se sap molt poc sobre el nihoni, ja que només s'ha fabricat en quantitats molt petites que decauen en segons. La vida anòmalament llarga d'alguns nucleids superpesants, inclosos alguns isòtops del nihoni, s'explica per la teoria de la "illa d'estabilitat". Els experiments donen suport a la teoria, ja que les vides mitjanes dels isòtops de nihoni confirmats augmenten de mil·lisegons a segons a mesura que s'afegeixen neutrons i s'aproxima l'illa. S'ha calculat que el nihoni té propietats similars als seus homòlegs bor, alumini, gal·li, indi i tal·li. Tots, excepte el bor, són metalls de postransició, i s'espera que el nihoni sigui també un metall de postransició. També hauria de mostrar diverses diferències importants respecte d'ells; per exemple, el nihoni hauria de ser més estable a l'estat d'oxidació +1 que a l'estat +3, com el tal·li, però a l'estat +1 el nihoni hauria de comportar-se més com la plata i l'astatina que el tal·li. Els experiments preliminars realitzats el 2017 van mostrar que el nihoni elemental no és gaire volàtil; la seva química roman en gran manera inexplorada.

## Història

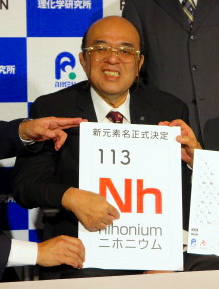
Kosuke Morita mostrant la casella de la taula periòdica del nihoni.

Investigadors del centre japonès RIKEN Nishina Center for Accelerator-Based Science (RNC)', sota la direcció del físic japonès Kosuke Morita (1957), aconseguiren generar una cadena de sis desintegracions alfa consecutives, produïdes en els experiments duts a terme a la fàbrica de radioisòtops Radioisotope Beam Factory (RIBF), identificat de manera concloent l'element 113 a través de les desintegracions a núclids fills ben coneguts. El resultat, publicat el 2004 en la revista Journal of Physical Society of Japan, fou el primer pas per reclamar els drets del nom de l'element 113 per al Japó. El següent any el sintetitzaren de nou, i novament el 2012.
Aquests investigadors bombardejaren un núclid de bismut 209 amb cations zinc 70 i aconseguiren sintetitzar el nihoni 278.
{\displaystyle {\ce {_83^209Bi + _30^70Zn -> _113^278Nh + _0^1n}}}

A la dreta quatre cadenes de desintegració de diferents núclids de nombre atòmic major que el del nihoni, que en desintegrar-se donen algun isòtop del nihoni. A l'esquerra dues cadenes de desintegració que parteixen de núclids de nihoni sintetitzats al laboratori. En groc si sofreixen desintegracions alfa, en verd fissions espontànies i en vermell desintegracions per captura electrònica. La proporció de la superfície de color indica el percentatge en cas de dues vies de desintegració.

El nihoni 278 és inestable, amb un període de semidesintegració de només 0,344 ms i es desintegra mitjançant l'emissió d'una partícula alfa en roentgeni 274:
{\displaystyle {\ce {_113^278Nh -> _111^274Rg + _2^4He}}}
Mentrestant, una col·laboració russo-estatunidenca, entre l'Institut Unificat de Recerca Nuclear a Dubnà i el Laboratori Nacional Lawrence Livermore de Califòrnia, també havia identificat el nihoni com a producte de desintegració del moscovi, i feren una reivindicació del descobriment d’aquests dos elements. Les reaccions són:
{\displaystyle {\ce {^243_95Am + ^48_20Ca -> ^287_115Mc + 4 ^1_0n}}}{\displaystyle {\ce {^243_95Am + ^48_20Ca -> ^288_115Mc + 3 ^1_0n}}}
Ambdós isòtops van decaure en 46,6 i 19-280 ms, respectivament, mitjançant l'emissió de partícules alfa, donant nihoni 283 i nihoni 284, respectivament:{\displaystyle {\ce {^287_115Mc -> ^283_113Nh + ^4_2He}}}{\displaystyle {\ce {^288_115Mc -> ^284_113Nh + ^4_2He}}}

Configuració electrònica per capes del nihoni.

Posteriorment científics russos i estatunidencs sintetitzaren el nihoni 282 bombardejant neptuni 237 amb cations de calci 48, al centre de Dubnà.
{\displaystyle {\ce {_93^237Np + _20^48Ca -> _113^282Nh + 3_0^1n}}}
També s'han observat altres isòtops en les cadenes de desintegració d'elements més pesants, el tennes 294, el tennes 293, el moscovi 288 i el moscovi 287.
El 2005 la col·laboració russo-estatunidenca havia reforçat el seu cas per a la desintegració observada, però la Unió Internacional de Química Pura i Aplicada (IUPAC) considerà que les proves eren insuficients i el descobriment de l'element 113 l'atribuïren a l'equip de RIKEN, a qui se li va donar el privilegi de nomenar-lo. L'element rebé oficialment el nom de nihoni mitjançant una comunicació de la IUPAC del 28 de novembre de 2016. El nom prové de la paraula japonesa per a «Japó» (日本, Nihon), en homenatge al país on fou sintetitzat per primera vegada.

## Denominació
L'element va rebre oficialment el nom en anglès de nihonium mitjançant una comunicació de la IUPAC del 28 de novembre de 2016, traduït aen català com nihoni.
El nom "nihonium" prové de la paraula japonesa per «Japó» (日本, Nihon), en un clar homenatge al país on ha estat descobert.
D'acord amb la nomenclatura de Mendeléiev per a elements innominats i encara no descoberts, hauria d'haver-se denominat eka-talio o dvi-indio. Tot i això, segons les recomanacions de la IUPAC publicades el 1979, l'element es va denominar provisionalment ununtrio (amb el símbol corresponent Uut), un nom sistemàtic de l'element amb què es va poder identificar-lo, fins que el descobriment de l'element va ser confirmat, rebent el seu nom oficial definitiu de nihoni. No obstant això, aquestes recomanacions van ser ignorades en alguns mitjans científics, on es designava com a element 113, amb el símbol (113), o simplement 113.

## Propietats

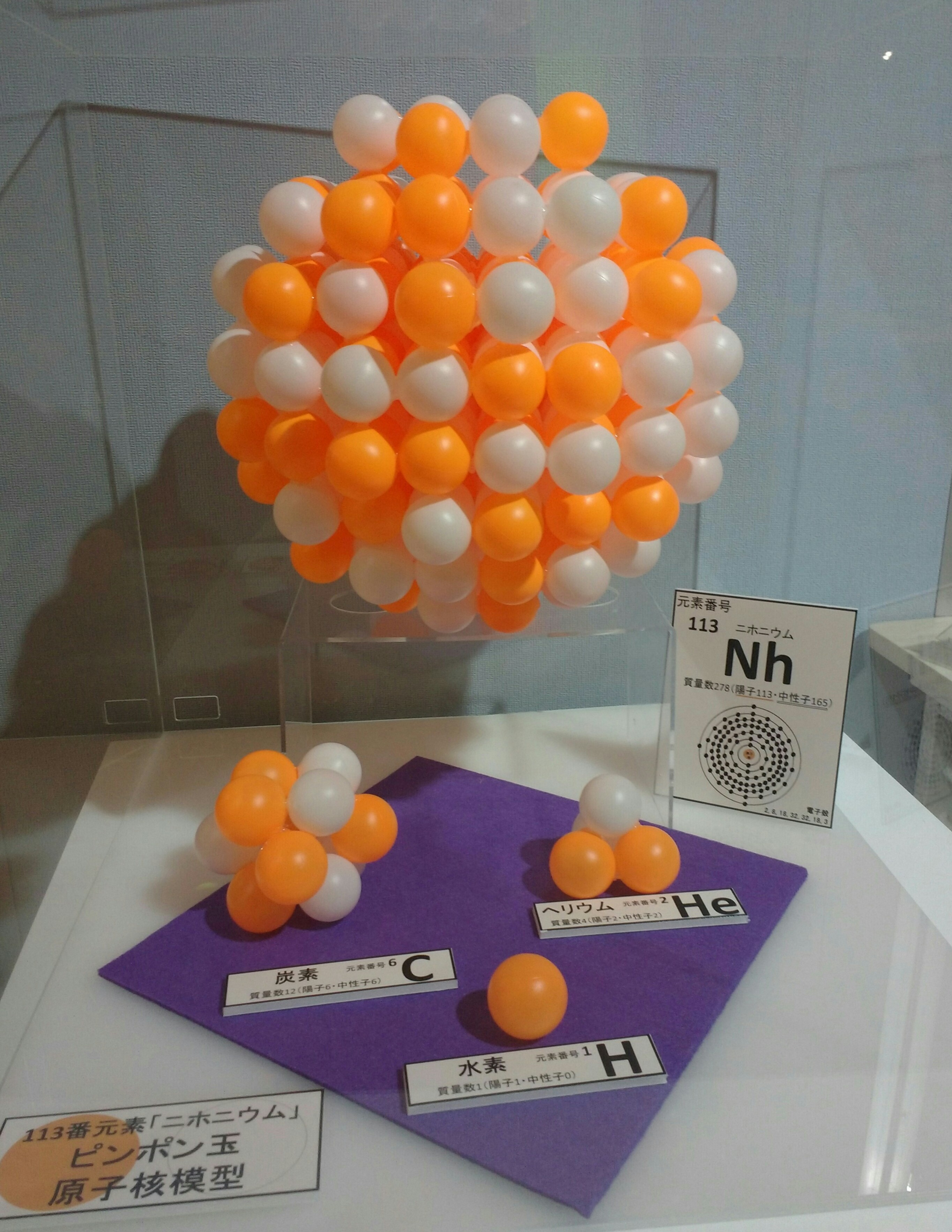
Comparació del nucli atòmic de nihoni amb els d'hidrogen, heli i carboni, emprant pilotes de tennis de taula.

El nihoni pertany al grup 13 o grup del bor de la taula periòdica, sota el tal·li. Excepte el bor, que és un semimetall, tots els altres elements d'aquest grup són metalls, per la qual cosa es preveu que també ho sigui el nihoni. Els càlculs li prediuen una estructura cristal·lina hexagonal compacta i un radi atòmic similar al del tal·li (uns 170 pm) a causa de l'estabilització relativista i contracció dels orbitals 7s i 7p1/2 i, per tant, de major densitat que aquest. No obstant això és d'esperar que la seva reactivitat química sigui menor que la del tal·li. Es preveu que el potencial d'elèctrode estàndard Nh+/Nh sigui de ~ 0,6 V, de manera que el Nh hauria de ser un metall bastant noble, tan poc reactiu com el rodi i el ruteni, i s'espera que el seu comportament d'adsorció sobre superfícies d'or en experiments termocromatogràfics sigui més proper al de l'àstat que a eall tal·li. Tot i que el nihoni s'ubica en el grup 13, té diverses propietats similars als elements del grup 17. S'espera que l'enllaç nihoni-or sigui més inestable que el tal·li-or causa de les interaccions magnètiques; això planteja la possibilitat d'algun caràcter de metall de transició pel nihoni. S'esperen compostos amb diferents estats d'oxidació com: NhH, Nh₂O, NhH₃, NhF₃ o NhCl₃. S'ha suggerit l'ús de brom saturat amb BBr₃ com gas portador per a experiments en química del nihoni, que permetrien oxidar tal·li a tal·li(III), el que proporciona una via per investigar els estats d'oxidació del nihoni, similar als experiments amb bromurs d'elements del grup 5, inclòs l'element superpesant dubni.

## Isòtops
Des de la primera síntesi s'han observat deu isòtops del nihoni, que val del nihoni 278 al nihoni 287, alguns dels quals encara amb poques dades de les seves característiques. El més estable és el nihoni 286m, amb un període de desintegració de 20 s. Tots ells es desintegren per emissió de partícules alfa donant lloc a isòtops del roentgeni.

## Aplicacions
Per la seva vida mitjana tan reduïda, de tan sols mil·lisegons a minuts, i la seva inestabilitat són nul·les les aplicacions industrials o comercials d'aquest element superpesant, per la qual cosa la seva aplicació es relega només a la recerca científica.

## Química experimental
Les característiques químiques del nihonium encara s'han de determinar sense ambigüitats. Els isòtops 284Nh, 285Nh, i 286Nh tenen una semivida prou llarga per a la investigació química. Del 2010 al 2012, es van realitzar alguns experiments químics preliminars al JINR per determinar la volatilitat del nihoni. L'isòtop 284Nh va ser investigada, feta com a filla de 288Mc produït a la reacció 243Am+48Ca. Els àtoms de nihoni es van sintetitzar en una cambra de retrocés i després es van portar capil·lars de politetrafluoroetilè (PTFE) a 70 °C per un gas portador als detectors coberts d'or. Es van produir uns deu a vint àtoms de 284Nh, però cap d'aquests àtoms va ser registrat pels detectors, cosa que suggereix que el nihoni era similar en volatilitat als gasos nobles (i per tant es va difondre lluny massa ràpidament per ser detectat) o, més plausiblement, que el nihoni pur no era gaire volàtil i, per tant, no podia passar de manera eficient pels capil·lars de PTFE. La formació de l'hidròxid NhOH hauria de facilitar el transport, ja que s'espera que l'hidròxid de nihoni sigui més volàtil que el nihoni elemental, i aquesta reacció es podria facilitar afegint més vapor d'aigua al gas portador. Sembla probable que aquesta formació no estigui afavorida cinèticament, de manera que els isòtops de vida més llarga 285Nh i 286Nh es consideraven més desitjables per a futurs experiments.
Un experiment del 2017 al JINR, produint 284Nh i 285Nh mitjançant la reacció 243Am+48Ca com les filles de 288Mc i 289Mc, ava eliminar aquest problema eliminant la superfície de quars, utilitzant només PTFE. No es van observar àtoms de nihoni després de la separació química, cosa que implica una retenció inesperadament gran d'àtoms de nihoni a les superfícies de PTFE. Aquest resultat experimental per al límit d'interacció dels àtoms de nihoni amb una superfície de PTFE (−ΔHPTFE
ads(Nh) > 45 kJ/mol) discrepa significativament amb la teoria anterior, que esperava un valor inferior de 14,00 kJ/mol. Això suggereix que l'espècie de nihoni implicada en l'experiment anterior probablement no era nihoni elemental sinó hidròxid de nihoni, i que serien necessàries tècniques d'alta temperatura com la cromatografia al buit per investigar encara més el comportament del nihoni elemental. El brom saturat amb tribromur de bor s'ha suggerit com a gas portador per a experiments sobre la química del nihoni; això oxida el tal·li congènere més lleuger del nihoni a tal·li (III), proporcionant una via per investigar els estats d'oxidació del nihoni, similar als experiments anteriors fets amb els bromurs dels elements del grup 5, inclòs el dubni superpesant.